# Notiocoelotes palinitropus
Espèce
Synonymes
- Coelotes palinitropus Zhu & Wang, 1994

Notiocoelotes palinitropus est une espèce d'araignées aranéomorphes de la famille des Agelenidae.

## Distribution
Cette espèce est endémique de Hainan en Chine,.

## Description
Les mâles mesurent de 6,70 à 7,70 mm et les femelles de 8,26 à 9,40 mm.

## Publication originale
- Zhu & Wang, 1994 : Seven new species of the genus Coelotes from China (Araneae: Agelenidae). Acta Zootaxonomica Sinica, vol. 19, no 1, p. 37-45.